# زملول قطبي جنوبي
زملول قطبي جنوبي (الاسم العلمي: Exobasidium antarcticum) هو نوع من الفطريات يتبع جنس الزملول من فصيلة الزملولية.